# 崔伯謙
崔 伯謙（さい はくけん、生没年不詳）は、中国の東魏・北斉の官僚。字は伯謙。本貫は博陵郡安平県。

## 経歴
南鉅鹿郡太守の崔文業（崔鑑の兄の崔檦の子）の子として生まれた。若くして父を失い、貧困の中で母を養った。高歓に召し出されて晋陽に赴き、相府功曹に任じられ、「清直奉公にして、真の良佐なり」と評された。瀛州別駕に転じた。高澄に才能を認められて、京畿司馬とされたが、族弟の崔暹が高澄に重用されていたことから、伯謙はかれと同僚になるのは良くないと理由をつけて、招聘に応じなかった。
北斉の天保初年、済北郡太守に任じられた。刑罰を緩め、穏健寛容な統治で民衆に慕われた。任期を終えて鄴に呼び戻されるにあたっては、郡民が泣いて道を遮った。伯謙は弟の崔仲譲が関中で西魏に仕えていることを理由に、中央での任官を断り、南鉅鹿郡太守の外任を受けた。後に銀青光禄大夫となり、死去した。南兗州刺史の位を追贈され、諡は懿といった。

## 伝記資料
- 『北斉書』巻46 列伝第38
- 『北史』巻32 列伝第20